# IC 3400
IC 3400 је појединачна звијезда у сазвјежђу Дјевица која се налази на листи објеката дубоког неба у Индекс каталогу.
Деклинација објекта је + 9° 24' 23" а ректасцензија 12h 29m 2,9s.